# テリー・キルバーン
テリー・キルバーン（Terry Kilburn , 1926年11月25日 - ）は、イギリスのロンドン出身の元子役。一部のクレジットではテレンス・キルバーンまたはテランス・キルバーンと表示されていた。

## 経歴

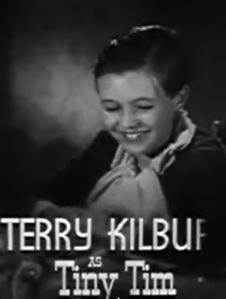
映画『クリスマス・キャロル』（1938年）予告編より

1926年11月25日にイギリスのロンドンにて、ロンドンバスの車掌を務めるトム・キルバーンと主婦のアリス・キルバーンの息子として生まれた。幼児期は有名人の物真似をする寄席芸人として活動していた。
ハリウッドに挑戦したいという夢を両親に話して受け入れられ、アメリカ合衆国に移住した。エディ・カンターが担当するラジオ番組に出演した後、1938年製作の映画『海国魂』で映画初出演を果たした。『クリスマス・キャロル』の最後のシーンの「私達みんなに神の祝福がありますように」と『チップス先生さようなら』の最後のシーンの「さようなら。チップス先生」という彼が発した台詞は映画史上でも特に有名なラストの台詞になっている。この2作品の他にデビュー作の『海国魂』と、『新ロビンソン漂流記』でも重要な役を演じた。
高校を卒業した後は映画よりも舞台での活動を優先させるようになった。カリフォルニア大学ロサンゼルス校ではドラマについて学んだ。最後の出演映画となった1962年製作の『ロリータ』では名も無き「男」を演じた。
1970年から1994年までミシガン州ロチェスターに位置するオークランド大学のメドウブルック劇場で芸術監督を務めていた。

## 私生活
2013年のインタビューではメトロ・ゴールドウィン・メイヤー（MGM）の学校に通っていた時期、隣の席にジュディ・ガーランドが座ったことがあり、その魅力に引き込まれてすぐに彼女に恋心を抱くようになったと話している。
50年以上の同性愛パートナーだった俳優のチャールズ・ノルテは2010年1月に亡くなった。

## 主な出演映画作品
| 製作年 | 邦題 原題                                                                       | 役名                                                                       |
| ------ | ------------------------------------------------------------------------------- | -------------------------------------------------------------------------- |
| 1938   | 海国魂 Lord Jeff                                                                | アルバート・ベイカー                                                       |
| 1938   | クリスマス・キャロル A Christmas Carol                                          | タイニー・ティム                                                           |
| 1938   | スウィートハーツ Sweethearts                                                    | ブラザー（兄弟）                                                           |
| 1939   | チップス先生さようなら Goodbye, Mr. Chips                                       | ジョン・コリー/ピーター・コリー1世/ピーター・コリー2世/ピーター・コリー3世 |
| 1939   | アンディ・ハーディ・ゲッツ・スプリング・フィーバー Andy Hardy Gets Spring Fever | スティッキン・プラスター                                                   |
| 1939   | 彼らに音楽を They Shall Have Music                                              | ライミー（イギリス人）                                                     |
| 1939   | シャーロック・ホームズの冒険 The Adventures of Sherlock Holmes                  | ビリー                                                                     |
| 1940   | 新ロビンソン漂流記 Swiss Family Robinson                                        | アーネスト・ロビンソン                                                     |
| 1941   | マーシー・アイランド Mercy Island                                               | ウィッシー                                                                 |
| 1944   | 緑園の天使 National Velvet                                                      | テッド                                                                     |
| 1946   | ブラック・ビューティー Black Beauty                                             | ジョー                                                                     |
| 1947   | ブルドッグ・ドラモンド・アット・ベイ Bulldog Drummond at Bay                    | シーモア - 駆け出しレポーター                                              |
| 1947   | ソング・オブ・シェヘラザード Song of Scheherazade                               | ミドシップマン・ロリン                                                     |
| 1950   | 海賊ブラッドの逆襲 Fortunes of Captain Blood                                    | ケニー・ジェンセン                                                         |
| 1951   | 勇者のみ Only the Valiant                                                       | 騎兵サクストン                                                             |
| 1958   | 顔のない悪魔 Fiend Without a Face                                               | 大佐アル・チェスター                                                       |